# Gouvernement révolutionnaire de Zanzibar
Pour les articles homonymes, voir Zanzibar.
Le Gouvernement révolutionnaire de Zanzibar (en anglais Revolutionary Government of Zanzibar, en kiswahili Jamhuri ya Watu wa Zanzibar) est une entité administrative autonome de la Tanzanie qui réunit cinq régions de la Tanzanie couvrant les deux grandes îles de l'archipel de Zanzibar : Unguja et Pemba.
Cette entité a été créée en 1964 à la réunion des deux États indépendants de Zanzibar et du Tanganyika qui ont alors formé la Tanzanie actuelle. Elle couvre le territoire insulaire correspondant à l'ancien sultanat de Zanzibar, la partie continentale de ce sultanat ayant été rattachée au protectorat de Tanganyika le 10 décembre 1963.
La capitale du Gouvernement révolutionnaire de Zanzibar, Zanzibar, située sur Unguja, est la plus grande ville de l'archipel et est membre de l'Organisation des villes du patrimoine mondial.
L'archipel a été autrefois gros producteur d'épices et notamment de clous de girofle, mais le tourisme se développe depuis la chute du socialisme et devient la principale source de revenus.

## Toponymie
Le nom de Zanzibar a été donné au Moyen Âge par les navigateurs arabes et persans qui désignait sous le vocable de Zangibar ou Zanğibar, signifiant « la terre des noirs » (de zang ou zanğ, « noirs » ou « nègres », et bar, « terre », « pays »), la région côtière de l'Afrique orientale dont l'archipel de Zanzibar. Ce sont les Portugais qui, lors de leurs pérégrinations autour de l'Afrique aux XVe et XVIe siècles, feront connaître l'archipel sous son nom actuel, puisqu'il s'agit d'une transcription en portugais du nom arabe (forme attestée chez Duarte Barbosa en 1516). Durant l'antiquité, l'archipel était connu sous les noms de Tangenae chez Pline l'Ancien, Azania chez Ptolémée et Zingion chez Cosmas Indicopleustès, ces noms étant tous empruntés aux langues sudarabiques (notamment le sabéen du Royaume de Saba dont l'archipel aurait été une possession selon la légende).

## Géographie

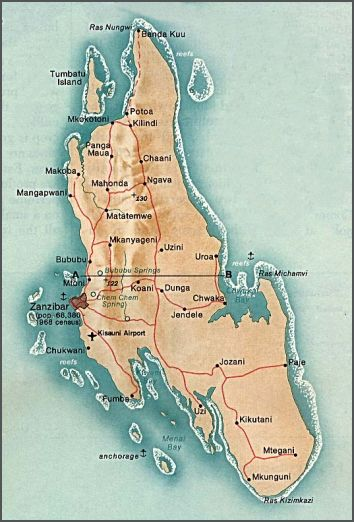
Carte de l'île d'Unguja.

Le Gouvernement révolutionnaire de Zanzibar est composé des îles principales d'Unguja et de Pemba et des petites îles situées à proximité.
Unguja, la plus au sud des deux îles principales, est divisée en trois régions, Unguja Nord, Unguja sud et central, Unguja ville et Ouest, dont six districts.
Pemba, la plus au nord des deux îles principales, est divisée en deux régions, Pemba nord et Pemba sud, dont quatre districts.

## Histoire
(août 2015).
- début du IIe siècle, première trace écrite sur les habitants des îles
- VIIIe siècle, l'île est islamisée
- en 1503, les Portugais s'y installent ;
- en 1698, le sultanat d'Oman prend le contrôle des îles et étend son influence sur la côte est de l'Afrique ;
- en 1861, fondation officielle du sultanat de Zanzibar
- en 1890, Zanzibar passe sous protectorat britannique ;
- 27 août 1896, Guerre anglo-zanzibarienne ;
- en 1963, il devient un pays indépendant et s'unit l'année suivante au Tanganyika pour former la Tanzanie.

## Politique
Bien que rattaché à la Tanzanie, Zanzibar bénéficie d'une certaine autonomie politique mais dépend totalement du pouvoir tanzanien à propos des questions économiques, financières, juridiques, de politique étrangère et de maintien de la paix à l'étranger et dans l'archipel.
L'entité désigne son propre président placé à la tête d'un gouvernement local chargé des affaires régionales. La chambre des représentants est connue sous le nom de Baraza la Wawakilishi (avec 50 sièges, élus au suffrage universel pour un mandat de cinq ans) chargée de voter des lois propres à l'entité. Le pouvoir est aux mains du président qui est ministre de Tanzanie. Il existe également un conseil révolutionnaire connu sous le nom de Baraza la Mapinduzi et dont le rôle n'est plus que secondaire.

### Chefs de gouvernement

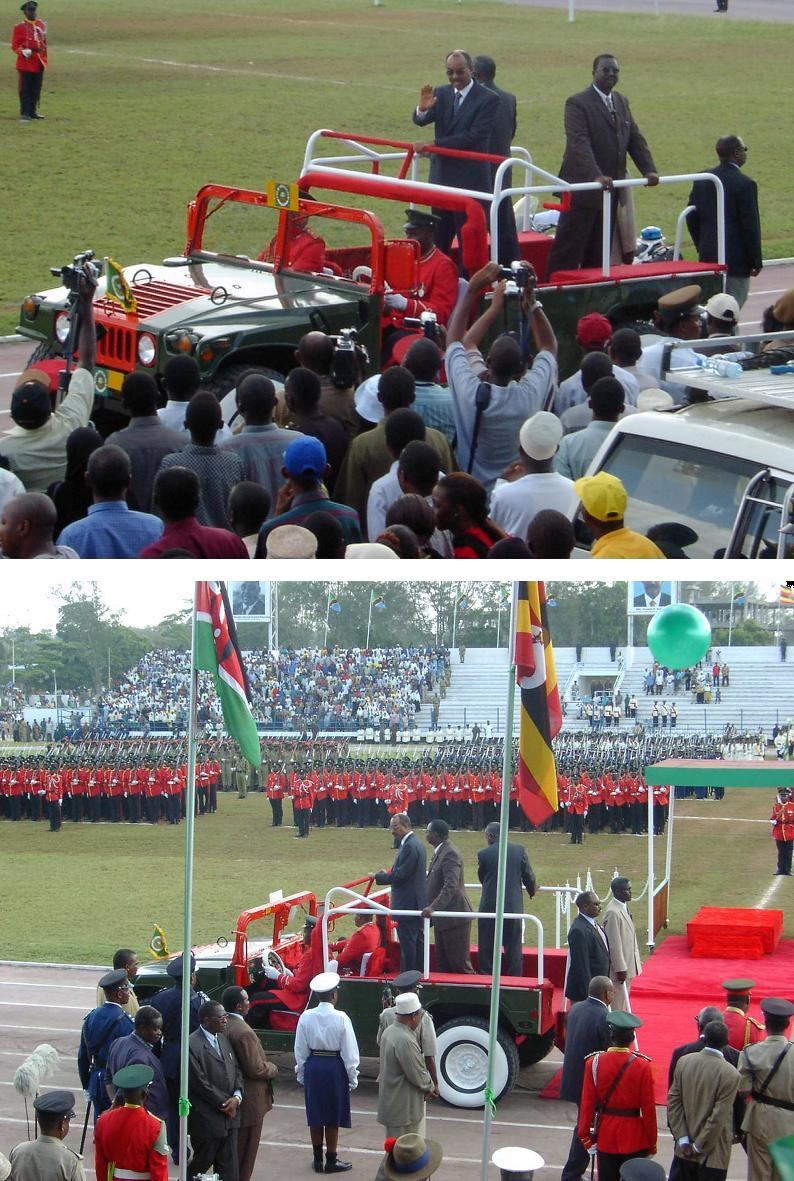
Célébration du de la décolonisation de Zanzibar le 12 janvier 2004 : entrée du président de Zanzibar Amani Abeid Karume dans le stade Amani à Zanzibar.

Les élections du 30 octobre 2005 ont conduit à la réélection du président Amani Abeid Karume et la victoire de son parti, le Chama cha Mapinduzi. Ces élections sont contestées par l'opposition du Civic United Front et de son leader Seif Sharif Hamad (en) qui dénonce des fraudes massives. Des affrontements ont causé la mort de neuf personnes le lendemain des élections après l'annonce des résultats officiels. Les élections de 2000, également contestées, avaient elles aussi entraîné des manifestations ayant causé la mort de 35 personnes.
| Nom                       | Prise de fonction | Fin de mandat   | Parti         |
| ------------------------- | ----------------- | --------------- | ------------- |
| Skeikh Abeid Amani Karume | 12 janvier 1964   | 7 avril 1972    | ASP           |
| Skeikh Mwinyi Aboud Jumbe | 11 avril 1972     | 30 janvier 1984 | ASP, 1977 CCM |
| Ali Hassan Mwinyi         | 30 janvier 1984   | 24 octobre 1985 | CCM           |
| Idris Abdul Wakil         | 24 octobre 1985   | 25 octobre 1990 | CCM           |
| Salmin Amour              | 24 octobre 1990   | 8 novembre 2000 | CCM           |
| Amani Abeid Karume        | 8 novembre 2000   | 3 novembre 2010 | CCM           |
| Ali Mohamed Shein         | 3 novembre 2010   | 2 novembre 2020 | CCM           |
| Hussein Mwinyi            | 2 novembre 2020   | en cours        | CCM           |

### Partis politiques
- ASP - Afro-Shirazi Party
- CCM - Chama cha Mapinduzi

## Culture
Zanzibar partage avec l'archipel de Lamu, les cités de la côte Est-Africaine et les Comores de nombreux éléments culturels Swahilis comme une langue proche, l'architecture, le commerce régional ou encore la musique taarab.
La population actuelle descendrait des shirazis et des esclaves noirs. Les Portugais et les Britanniques n'ont pas cherché à faire de Zanzibar une colonie de peuplement. L'apport des Britanniques a surtout été culturel : suppression de l'esclavage, instruction publique, système de santé publique et installation d'un système judiciaire basé sur les principes démocratiques. L'architecture coloniale britannique y a laissé de belles réalisations intégrant les arts décoratifs locaux comme dans le vieux quartier de Stone Town à Zanzibar.

## Personnalités liées à l'archipel
- Freddie Mercury (de son vrai nom Farrokh Bulsara), leader du groupe britannique Queen, est né à Zanzibar le 5 septembre 1946 et l'a quitté à l'âge de 5 ans.
- Samia Suluhu, femme politique tanzanienne et présidente de la Tanzanie depuis 2021. Première femme à accéder à ce poste.